# DDT (밴드)
DDT(러시아어: ДДТ)는 1980년 소련 바시키르 자치 소비에트 사회주의 공화국의 수도인 우파에서 결성된 소련과 러시아의 록 그룹이다. 살충제인 DDT의 이름을 따서 만들어졌다. 리더는 유리 솁추크이며, 결성 당시 구성원 중 현재까지 유일하게 남아있다.